# Ab Wolders
Ab Wolders (Rotterdam, 10 juni 1951) is een voormalig Nederlands bodybuilder en Sterkste Man van Nederland, van Europa en van de wereld (2e) en een voormalig en huidig powerlifter. Hij werd in verschillende gewichts- en leeftijdsklassen wereldkampioen, tweemaal in 1984, eenmaal in 2012 en eenmaal in 2014.

## Carrière
Na een carrière als bodybuilder deed Wolders regelmatig mee aan 'Sterkste Man'-wedstrijden, die toen nog door de AVRO op televisie werden uitgezonden. Wolders is een van de succesvolste deelnemers uit Nederland bij de wedstrijd Sterkste Man van de Wereld, waarbij hij tweemaal 2e werd, eenmaal 3e en eenmaal 4e.
In 2018 houdt hij zich voornamelijk bezig met coaching, voornamelijk als krachtsporttrainer. Ook doet hij nog aan powerlifting (masters). In de jaren 80 was hij een aantal maal kampioen powerlifting in de gewichtsklasse tot 125 kg. In oktober 2012 deed hij mee aan het WK voor masters in Killeen (Texas) en werd wederom wereldkampioen in de -120 kg-klasse. In 2014 werd hij weer wereldkampioen, in Pilsen, waarbij hij bij de Masters III (60+ jaar) twee wereldrecords neerzette, een squat van 280,5 kg en een totaalgewicht van 740,5 kg. Tussen zijn wereldkampioenschappen zit een periode van bijna 30 jaar. Hij haalde niet meer het niveau van vroeger, maar wel het hoogste niveau voor zijn leeftijdsklasse (60+) in 2012 en 2014.

## Prestaties
In 1981 en 1982 behaalde Wolders enkele nationale bodybuilding titels, een 1e en 2e plaats.

#### Powerlifting
- EK 1984, Fredrikstad, Noorwegen. 1e (-110 kg) (880 kg totaal)
- WK 1984, Dallas (Texas), Verenigde Staten. 1e (-125 kg) IPF World Champion  (945 kg totaal)
- EK 2012, Pilsen, Tsjechië. 1e (-120 kg) EPF European Master III Champion  (705 kg totaal)[1]
- WK 2012, Killeen, Verenigde Staten, 1e (-120 kg) IPF World Masters III Champion (717,5 totaal)
- WK 2014 (Pilsen, Tsjechië), 1e (-120 kg) IPF World Masters III Champion (740,5 totaal) 2 x Wereldrecord: squat 280,5 en totaal 740,5

#### Sterkste Man-competities
- Sterkste Man van Nederland - 1e (1984)
- Sterkste Man van de Wereld - 2e (1984)
- Sterkste Man van de Wereld  - 3e (1986)
- Sterkste Man van Europa - 1e (1987)
- Sterkste Man van de Wereld -  4e (1988)
- Sterkste Man van de Wereld -  2e (1989)

## Trivia
- Op het NK Powerliften 1984 behaalde Wolders een nationaal record in zijn gewichtsklasse (-125 kg), een squat met 375 kg.
- Ook werd hij IPF wereldkampioen powerlifting in 1984 (zie 'powerlifting' hierboven).
- Door een blessure in 1985 kon hij niet meedoen aan de Sterkste Man van de Wereld, waardoor Cees de Vreugd († 1998) meedeed en 3e werd net als Wolders het jaar daarna. Wolders werd in 1984 2e.
- Hij werd in 2012 opnieuw wereldkampioen (masters) in Texas (zie 'powerlifting' hierboven).
- Na een jaar rust werd hij in 2014 opnieuw wereldkampioen in Pilsen met tweemaal een wereldrecord.